# Wilfrid Hyde-White
Wilfrid Hyde-White (12. maj 1903 – 6. maj 1991) var en engelsk skuespiller.